# Stanisław Makowski (żołnierz)
Stanisław Makowski ps. Maurice, Dmitri, krypt. Machinist (ur. 19 maja 1914, zm. 18 sierpnia 1944) – oficer armii brytyjskiej polskiego pochodzenia, bojownik francuskiego Ruchu Oporu.

## Życiorys
Stanisław Makowski urodził się 19 maja 1914 roku w Korbulu (Besarabia) w rodzinie Henryka i Stefanii Makowskich. W 1919 roku przeniósł się wraz z rodzicami do Kruszwicy. Po odbyciu służby wojskowej w 1933 roku, podjął studia rolnicze w Poznaniu. Następnie kontynuował naukę za granicą m.in. w Antwerpii, Grenoble i Montpellier. Podczas podróży do Wielkiej Brytanii poznał Alicję Lawther, którą poślubił w 1941. W 1940 roku Makowski wstąpił w szeregi Wojska Polskiego odtworzonego we Francji. Po klęsce udało mu się przedostać do Wielkiej Brytanii. W latach 1941–1943 był żołnierzem brytyjskiego korpusu stacjonującego w Gambii. Po powrocie wstąpił w szeregi SOE otrzymując pseudonim „Dmitri” i kryptonim operacyjny „Machinist”. 
W nocy z 5 na 6 kwietnia 1944 został zrzucony ze spadochronem nad terytorium okupowanej Francji. Jego zadaniem było prowadzenie działań zbrojnych na południe od Orleanu oraz szkolenie francuskich partyzantów w obliczu mającego wkrótce nastąpić lądowania Aliantów w Normandii i ogólnokrajowego powstania. Szybko nawiązał kontakty z Francuskimi Siłami Wewnętrznymi z okolic Souesmes otrzymując przydział do miejscowego zgrupowania maquis. We francuskim Ruchu Oporu kpt. Makowski występował pod pseudonimem „Maurice”. Grupa Makowskiego należała do najaktywniejszych w prowincji Sologne. 17 czerwca 1944 francuscy partyzanci pod komendą „Maurice'a” podjęli walkę z niemieckim oddziałem składającym się z 600 (a według innych źródeł nawet 2000) ludzi. W wyniku konfrontacji zginęło 121 żołnierzy Wermachtu, a 65 zostało ciężko rannych. Partyzanci stracili zaledwie 13 ludzi. Makowski dowodził także udanym wypadem na oddział niemiecki w Neung-sur-Beuvron oraz wspierał atak Francuzów na koszary policji w Saint-Viatre. 
17 sierpnia kpt. „Maurice” zajmował się przewożeniem materiałów propagandowych. W opancerzonym samochodzie podróżował wraz z dwoma innymi konspiratorami – Bernardem Rohmerem i Augustem Maundy. Niedaleko miejscowości Neung-sur-Beuvron partyzanci natknęli się na wrogi pojazd, który skutecznie ostrzelali. W samej miejscowości znajdował się właśnie silny oddział niemiecki. Makowski, który kierował pojazdem, próbował pokonywać przeszkody, ale w pewnym momencie auto wpadło w poślizg. Siła hamowania była tak duża, że Maundy wypadł z pojazdu, znajdując się w połowie drogi między Niemcami a samochodem. Kompani postanowili ruszyć mu na pomoc. W nierównej walce zginęli obaj Francuzi, natomiast ciężko ranny Makowski został przewieziony do biura gestapo w Romorantin, gdzie zmarł po torturach.
Stanisław Makowski został pochowany potajemnie w Romorantin-Lanthenay. Po wojnie jego ciało spoczęło na angielskim cmentarzu wojennym w Pornicu, we Francji.

## Upamiętnienie
- pomniki w Neung-sur-Bruvron i Romorantin-Lanthenay
- ulica w Romorantin-Lanthenay
- Postać kapitana Stanisława Makowskiego pojawia się w wierszu Czesława Miłosza „British War Cemetery” w tomie „Król Popiel i inne wiersze”, 1961.

## Awanse
- podporucznik rezerwy piechoty - 1940 (Polska)[1]
- kapitan - 1941 (Wielka Brytania, używany we francuskim podziemiu)

## Odznaczenia
- Krzyż Wojenny 1939-1945 ze złota gwiazdą - pośmiertnie (Francja)
- Wymieniony w Sprawozdaniu (Wielka Brytania)